# Lars Nyberg (radioman)
Lars Erik Nyberg, född 27 december 1905 i Karis, död 8 juni 1999 i Ekenäs, var en finländsk radiopionjär och skriftställare. 
Nyberg var i ungdomen radioamatör och anställdes 1931 vid Rundradion, där han som programchef 1932–1945 byggde upp den svenska radioverksamheten i Finland från grunden. Han blev sistnämnda år husbonde på släktgården i Karis och var ordförande i köpingsfullmäktige 1948–1964 samt 1968–1972. Han skrev flera böcker om hembyn Kila och två arbeten om sina arkeologiska iakttagelser i trakten, Vallar och murar (1991) och Terrassernas budskap (2001), där han framförde personliga tolkningar om vad som hade tilldragit sig i bygden vid tiden för dess kristnande. Han tilldelades kommunalråds titel 1970.